# Explora (rete televisiva)
Explora, noto anche come Explora HD, è stato un canale televisivo tematico italiano di proprietà del gruppo De Agostini.

## Storia
Era trasmesso all'interno della piattaforma Sky Italia al canale 415 e proponeva programmi rivolti ad un target principalmente maschile.
Lo speaker ufficiale del canale era Gianluca Iacono.
Il canale si accende la mattina del 1º dicembre 2014 in sostituzione di DeA Sapere rinnovando completamente il palinsesto con l'aggiunta di docureality e programmi factual entertainment.
Il 15 novembre 2016 il canale ha cessato le trasmissioni per mancanza di rinnovo contrattuale.

## Ascolti di Explora

### Share 24h di Explora
Dati Auditel relativi al giorno medio mensile sul target individui 4+.
|      | Gennaio | Febbraio | Marzo | Aprile | Maggio | Giugno | Luglio | Agosto | Settembre | Ottobre | Novembre | Dicembre | Media anno |
| ---- | ------- | -------- | ----- | ------ | ------ | ------ | ------ | ------ | --------- | ------- | -------- | -------- | ---------- |
| 2014 | -       | -        | -     | -      | -      | -      | -      | -      | -         | -       | -        | -        |            |
| 2015 | 0,02%   |          |       |        |        |        |        |        |           |         |          |          |            |